# Marc Jeuniau
Marc Jeuniau  (né à Ixelles le 26 juin 1927 et mort à Woluwe-Saint-Lambert le 5 mai 2023) est un journaliste sportif belge. Après des débuts journalistiques dans la presse écrite, il est un des pionniers des reportages en direct à la télévision belge, encore appelée INR avant de devenir la RTB en 1960. En 1962, il est nommé chef du service des sports.

## Biographie

### Début de carrière dans la presse écrite
En 1947, Marc Jeuniau fait ses premières armes comme collaborateur au journal Le Peuple à Bruxelles. Il suit le Tour de France cette année-là. En septembre 1947, il rejoint l'équipe du tout nouvel hebdomadaire Sport-Club tout en continuant à écrire pour Le Peuple. Au début des années 1950, il voit en Raymond Impanis un talent prometteur et le clame dans ses articles. La saison 1954 sera décisive pour la suite de sa carrière, Impanis gagnant coup sur coup Paris-Nice, le Tour des Flandres et Paris-Roubaix.

### Pionnier de la télévision
Sport-Club ayant cessé ses activités, il est engagé par l’Institut National de Radiodiffusion (INR) en septembre 1954 pour contribuer au développement de la télévision belge encore naissante. En octobre 1956, il crée l'émission Lundi Sports, qui, pendant un quart de siècle, restera un des fleurons de la grille des programmes. En avril 1957, il réalise le premier reportage sportif en direct pour la télévision belge à l'occasion de la course cycliste Paris-Bruxelles. En 1960, l'INR devient la RTB. En 1962, Marc Jeuniau est promu chef du service des sports.

### Collaboration avec la presse française
Le nom de Marc Jeuniau apparaît dans le magazine sportif hebdomadaire français Miroir Sprint en 1956. Puis dès 1961 il est le journaliste sportif chargé de la Belgique dans le mensuel Miroir du cyclisme. Il y reste jusqu'aux années 1980. Le premier article qu'il écrit pour la presse française concerne un certain Rik Van Looy.

### Écrivain du cyclisme, spécialiste d'Eddy Merckx
Marc Jeuniau écrit son premier ouvrage sportif en 1967 : Le cyclisme (de Coppi à Van Looy et à Anquetil).
Ensuite, il publiera de nombreux ouvrages consacrés au champion belge Eddy Merckx, dont il était proche et dont il a suivi de près toute la carrière sportive.